# NGC 2207
NGC 2207 (другие обозначения — ESO 556-8, MCG −4-15-20, UGCA 124, IRAS06142-2121, PGC 18749) — спиральная галактика с перемычкой в созвездии Большой Пёс. Открыта Джоном Гершелем в 1835 году вместе с соседней (находящейся восточнее) галактикой IC 2163. Пара галактик активно взаимодействует, находясь в начале процесса слияния.
Этот объект входит в число перечисленных в оригинальной редакции «Нового общего каталога».

## Основные свойства
Галактика находится на расстоянии около 36 Мпк от нас (наиболее надёжные оценки дают от 33,3 до 39,6 Мпк). Слияние с соседней галактикой находится в начальной фазе, спиральная структура обеих галактик ещё сохранилась, однако в результате этого процесса примерно через миллиард лет образуется эллиптическая или линзовидная галактика. Угловое расстояние между центрами галактик составляет 1,5′.
В галактике и её окрестностях наблюдались четыре сверхновые:
- SN 1975a, сверхновая типа Ia, в январе 1975[7]
- SN 1999ec, сверхновая типа Ib, в октябре 1999[8]
- SN 2003H, сверхновая типа Ib, в 2003, посередине между двумя галактиками[9]
- SN 2013ai, сверхновая типа II, в марте 2013[10]

Галактика обладает очень ярким эллиптическим балджем.

## Галерея

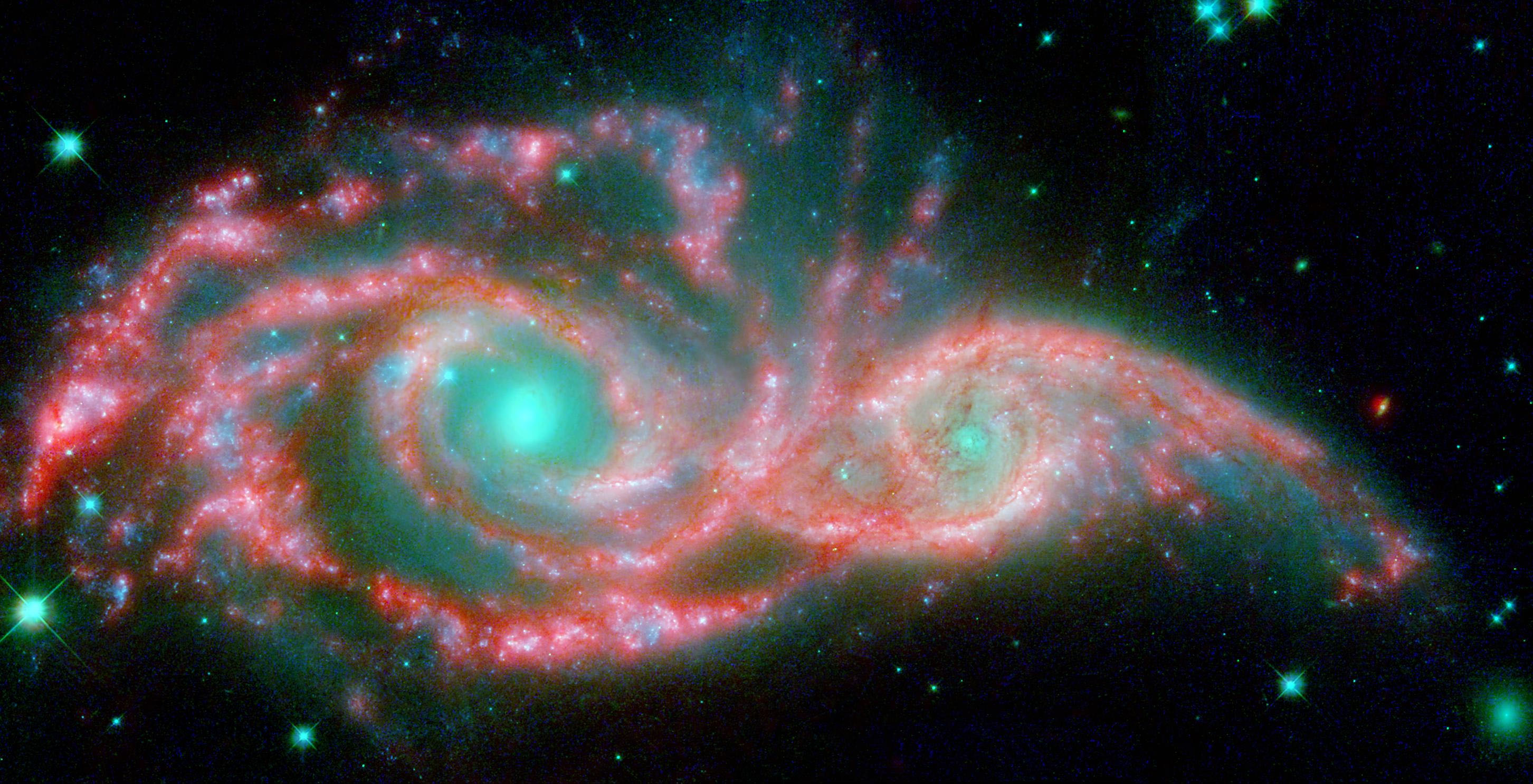
Инфракрасное изображение NGC 2207 и IC 2163 в синтетических цветах, полученное на космическом телескопе «Спитцер» (NASA/JPL).
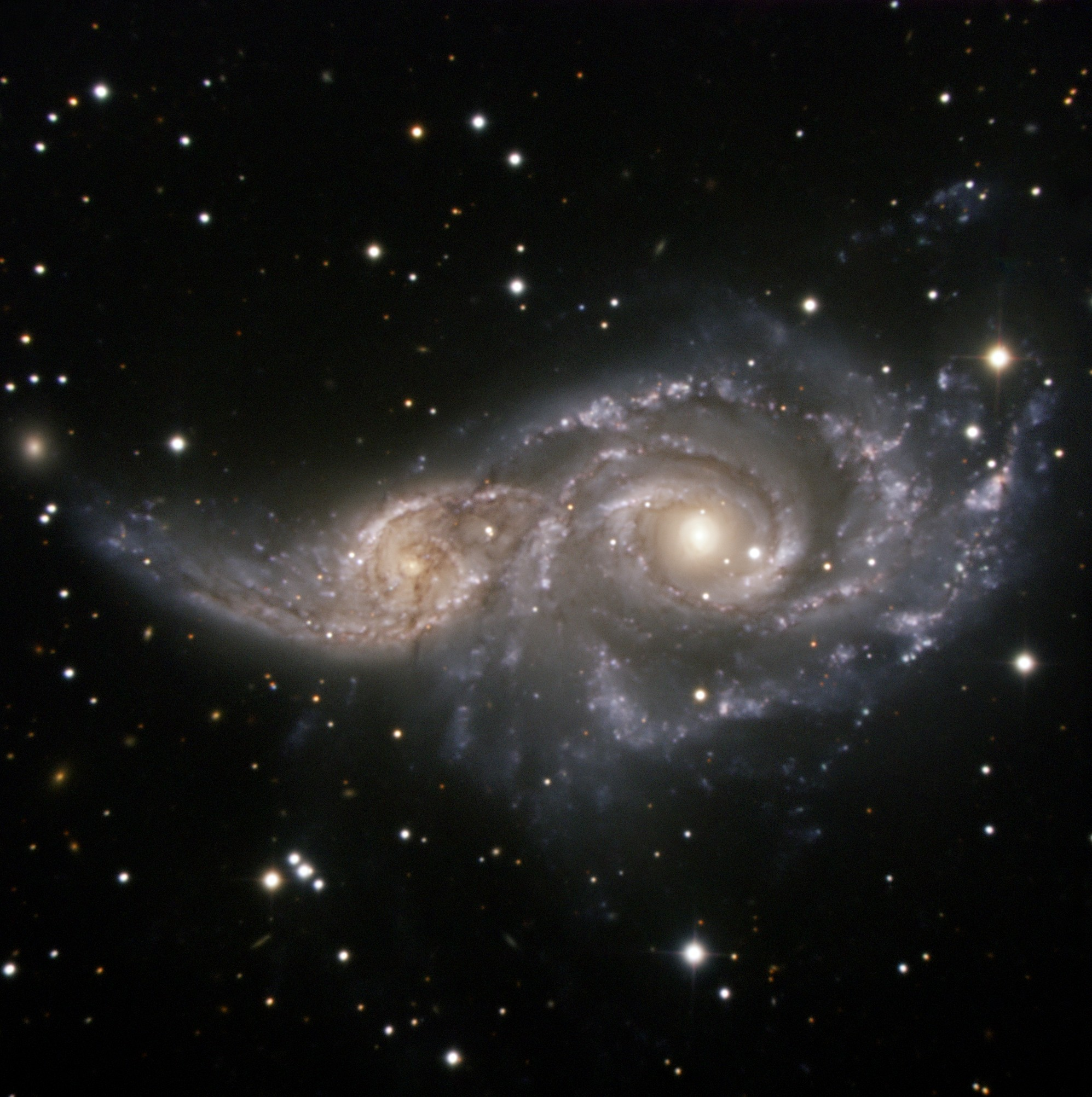
Фотография NGC 2207 и IC 2163, полученная на Европейской южной обсерватории.